# South Stann Creek
Der South Stann Creek ist ein Fluss im Distrikt Stann Creek District von Belize. Er mündet nach einem Verlauf von ca. 64 km in das Karibisches Meer.
Der North Stann Creek ist ein separater Fluss 30 Kilometer weiter nördlich.

## Geographie
Der Fluss hat ein Einzugsgebiet von ca. 270 km². Zusammen mit seinem Quellfluss Juan Branch ist er 64 Kilometer lang, vom Juan Branch aus bis zur Mündung sind es 45 Kilometer.

### Verlauf
Der Fluss entsteht in den Maya Mountains (⊙) aus dem Zusammenfluss des Juan Branch und des Cockscomb Branch.
Der Juan Branch hat seine Quelle unweit der Grenze der Distrikte Toledo und Stann Creek District (⊙), zehn Kilometer nordwestlich von Maya Mopan. Von dort verläuft er 19 km weit nach Nordosten, bis er sich mit dem Cockscomb Branch vereint.
Der Cockscomb Branch hat seine Quelle am Südhang der Cockscomb Range (mit dem Victoria Peak, ⊙) und verläuft von dort elf Kilometer nach Osten. Kurz vor dem Zusammenfluss mit dem Juan Branch nimmt der Cockscomb Branch noch den Mexican Branch auf. Dieser hat seine Quelle in der Nähe des Juan Branch (⊙) und fließt von dort 14 km nach Nordosten.
Über das gesamte Gebiet erstreckt sich das Cockscomb Basin Wildlife Sanctuary. Nachdem die beiden Quellflüsse zusammenlaufen, verläuft der South Stann Creek nach Osten, bleibt aber noch lange Zeit weit entfernt von Siedlungen im Urwald. Er nimmt von links den Sittee Branch auf, welcher seine Quelle ebenfalls am Kamm der Cockscomb Ridge hat (⊙). Er verläuft über 22 km nach Osten entlang der Cockscomb Range.
Erst bei den Siedlungen Mayan King und Santa Cruz trifft der South Stann Creek auf bewohntes Gebiet. Der Southern Highway verläuft hier mit einer Brücke über den Fluss.
Der South Stann Creek mäandert dann auf den letzten 20 km durch intensiv bewirtschaftetes Gebiet mit Plantagen. Er mündet knapp vier Kilometer nördlich von Riversdale in das Karibische Meer.